# تكلة عباس أباد عليا
تكلة عباس‌ أباد عليا هي قرية في مقاطعة بارس أباد، إيران. عدد سكان هذه القرية هو 342 في سنة 2006.